# Datsun Go+
O Datsun Go+ é um monovolume do segmento B produzido pela montadora japonesa Datsun de 2014 a 2021.

## História
Foi apresentado em 17 de setembro de 2013 em Jacarta. O modelo é baseado no Datsun Go e foi desenvolvido pela Datsun especificamente para a Indonésia. O Go+ foi montado na fábrica da Nissan em Purwakarta, na Indonésia, 80 km a leste de Jacarta, e foi oferecido no país a partir de 2014.
A mecânica é idêntica à do GO. O GO+ é equipado com um motor de três cilindros em linha de 1,2 litro, que produz 68 ou 77 cv, também usado no Nissan Micra. A caixa de câmbio é manual de cinco marchas ou continuamente variável, com a primeira disponível em modelos com motor de 68 cv, e a última disponível em modelos com motor de 77 cv. O modelo tem tração dianteira e atinge velocidade máxima de 161 km/h.
Além dos cinco assentos padrão, o Go+ oferece uma fileira adicional de assentos rebatíveis localizados no porta-malas, permitindo transportar até sete pessoas no total. O modelo vem com uma docking station para smartphone. Na África do Sul, a Datsun ofereceu uma variante do Go+ chamada "Panel Van". Neste modelo, em vez da segunda e terceira fileiras de assentos, há uma grande área de carga que se soma ao porta-malas disponível nos modelos padrão. Com essa solução, o volume de carga do modelo aumenta para 3.400 litros.